# Stichopodidae
De Stichopodidae zijn een familie van zeekomkommers uit de orde Aspidochirotida. De familie omvat grote of middelgrote zeekomkommers met een ruwweg vierkante dwarsdoorsnede, een plat ventrale zijde en grote, vlezige, kegelvormige uitsteeksels. De mond is omgeven door twintig gemodificeerde tentakels. De meeste soorten prefereren een zanderige ondergrond.

## Geslachten
- Apostichopus Liao, 1980
- Astichopus H.L. Clark, 1922
- Australostichopus Levin, 2004
- Eostichopus Cutress & Miller, 1982
- Isostichopus Deichmann, 1958
- Neostichopus Deichmann, 1948
- Parastichopus H.L. Clark, 1922
- Stichopus Brandt, 1835
- Thelenota Brandt, 1835